# Șoimul maltez (film)

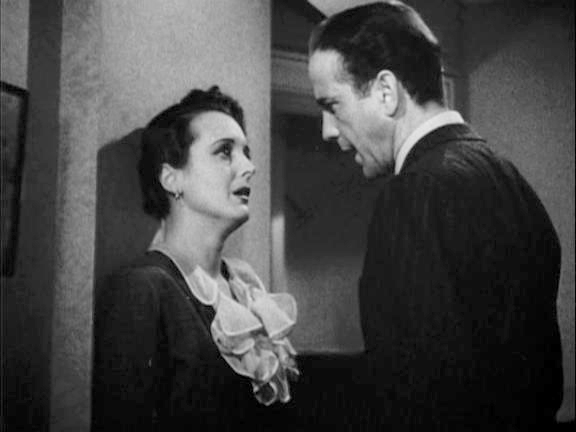
Mary Astor și Humphrey Bogart

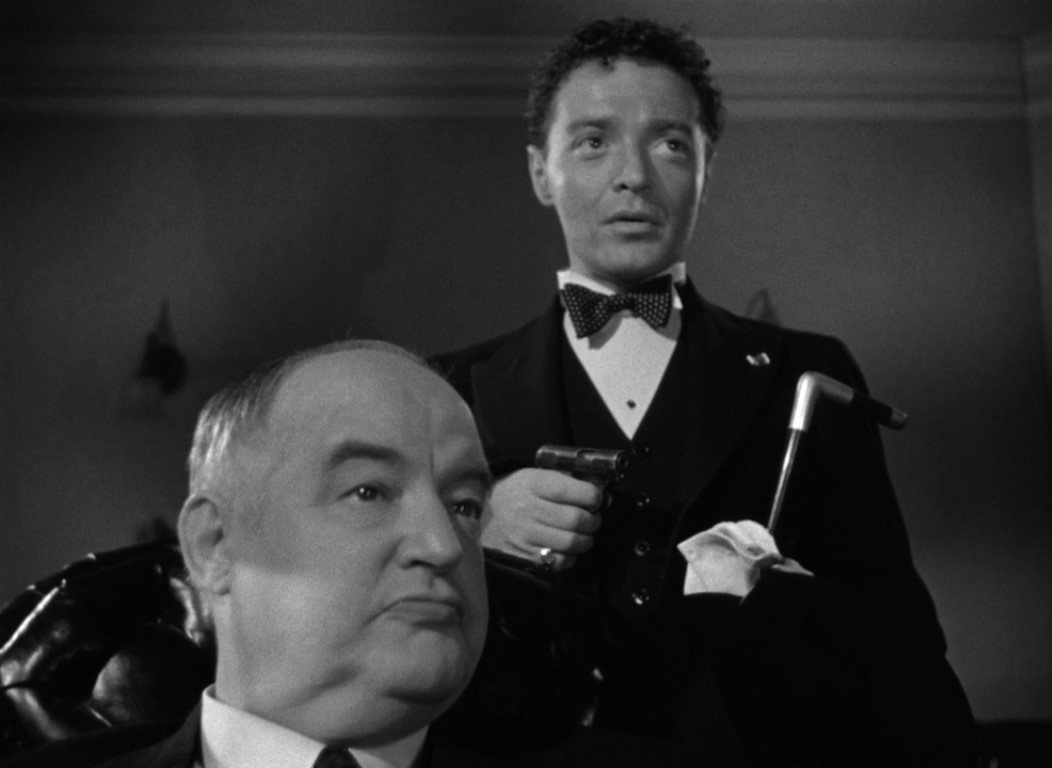
Sydney Greenstreet și Peter Lorre

Șoimul maltez (engleză: The Maltese Falcon) este un film noir din 1941 distribuit de Warner Bros.  Este bazat pe romanul omonim de Dashiell Hammett. Șoimul Maltez este regizat de John Huston, cu Humphrey Bogart în rolul detectivului particular Sam Spade și Mary Astor prezentată ca o „femeie fatală” și care este clienta sa. Gladys George, Peter Lorre și Sydney Greenstreet apar în roluri secundare, Greenstreet debutând cu acest film. De asemenea, pelicula reprezintă debutul regizoral al lui Huston, filmul fiind nominalizat la trei Academy Awards.
Povestea este despre un detectiv particular din San Francisco și relațiile sale cu trei aventurieri fără scrupule, toți concurând pentru a găsi o statuetă incrustată cu bijuterii (Șoimul Maltez).
Șoimul maltez a fost numit ca fiind unul dintre cele mai mari filme din toate timpurile de către Roger Ebert și Entertainment Weekly, și a fost citat de Panorama du Film Noir Américain ca fiind primul mare film noir.
Filmul a avut premiera la 3 octombrie 1941 în New York City și a fost selectat pentru a fi inclus în Registrul Național de Film de către Biblioteca Congresului în 1989.

## Prezentare
„În 1539, Cavalerii de Malta au plătit tribut regelui Carol al V-lea al Spaniei un șoim de aur încrustat cu pietre prețioase. Dar pirații au capturat galera cu această comoară și soarta Șoimului maltez a rămas o enigmă până în zilele noastre.”—Începutul filmului

## Distribuție
- Humphrey Bogart ca Sam Spade
- Mary Astor ca Brigid O'Shaughnessy
- Gladys George ca Iva Archer
- Peter Lorre ca Joel Cairo
- Barton MacLane ca Lt. of Detectives Dundy
- Lee Patrick ca Effie Perrine
- Sydney Greenstreet este Kasper Gutman
- Ward Bond ca Detectiv Tom Polhaus
- Jerome Cowan ca Miles Archer
- Elisha Cook, Jr. ca Wilmer Cook
- James Burke ca Luke
- Murray Alper ca Frank Richman
- John Hamilton ca Bryan
- Walter Huston este Captain Jacobi (nemenționat)

## Producție
Considerat acum un film noir clasic, Șoimul maltez (1941) a marcat debutul regizoral al lui John Huston. Bazat pe romanul omonim al lui Dashiell Hammett, a fost publicat pentru prima dată în foileton în revista pulp Black Mask în 1929 și a stat la baza a două versiuni anterioare de film; primul în 1931 și al doilea fiind Când Satan este femeie (Satan Met a Lady, 1936), cu Bette Davis în rol principal. Producătorul Hal B. Wallis s-a oferit inițial să îl distribuie pe George Raft în rolul principal, dar Raft (mai bine cotat decât Bogart) a avut un contract care stipula că nu era obligat să apară în refaceri. Huston l-a acceptat apoi cu nerăbdare pe Bogart în rolul în rolul detectivului particular Sam Spade.
Împreună cu Bogart au jucat vedetele Sydney Greenstreet, Peter Lorre, Elisha Cook Jr. și Mary Astor ca o „femeie fatală”.

## Primire
Bogart a fost lăudat pentru portretizarea detectivului particular Sam Spade și regizorul pentru acțiunea dinamică și dialogul rapid. A fost un succes comercial și un triumf major pentru Huston. Bogart a fost neobișnuit de fericit pentru acest film: „Este practic o capodoperă. Nu am multe lucruri cu care să mă mândresc ... dar acesta este unul”.